# قیام (فیلم)
قیام فیلمی به کارگردانی رضا صفایی و نویسندگی حبیب‌الله کسمایی ساختهٔ سال ۱۳۵۹ است.

## بازیگران
- شهروز رامتین
- حسن شاهین
- نگین
- خشایار
- ولی‌الله مؤمنی